# Osteodermy

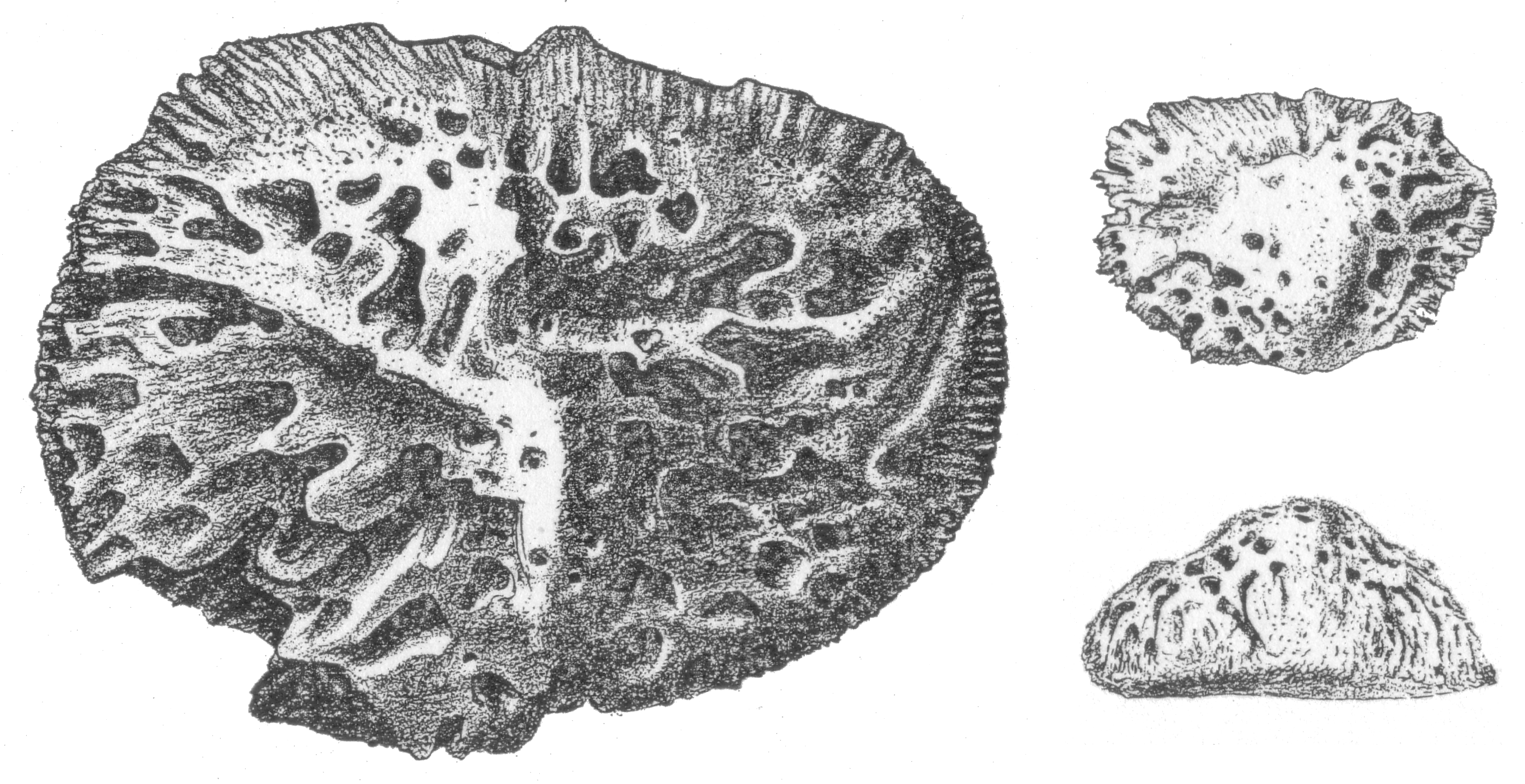
Osteodermy deinozucha

Osteodermy – według klasycznej definicji są to zmineralizowane narządy osadzone w skórze właściwej. Mimo iż przeważnie przypominają płytę, struktury te często znacząco różnią się kształtem, ornamentacją i geometrią zarówno pomiędzy taksonami, jak i wewnątrz taksonu. Osteodermy są niewątpliwie najczęściej identyfikowanymi elementami zewnętrznego szkieletu tetrapodów. Macierz szkieletu osteoderm zawsze obejmuje tkankę kostną. Struktury te nie są jednak histologicznie jednolite – większość spośród nich składa się z różnych ilości zmineralizowanych i niezmineralizowanych włókien tkanki łącznej oraz szpiku kostnego.
Osteodermy występują pospolicie u przedstawicieli wszystkich większych linii ewolucyjnych tetrapodów – płazów, lepidozaurów oprócz węży, archozaurów oprócz pterozaurów i ptaków, żółwi, parejazaurów i Procolophonidae, plakodontów, a także niektórych synapsydów, głównie szczerbaków, będących jedyną współczesną grupą ssaków, której przedstawiciele mają osteodermy. Kostne łuski wczesnych tetrapodów są strukturalnie zgodne z osteodermami, co wydłuża okres istnienia osteoderm w ewolucji zwierząt do późnego dewonu. Mimo iż struktury te występują u przedstawicieli większości grup kręgowców, ich filogenetyczne rozmieszczenie jest wysoce nieregularne. Ich obecność udokumentowano u wielu kladów roślinożernych dinozaurów, takich jak tyreofory i niektóre zauropody, jednak tylko u jednego dinozaura drapieżnego – Ceratosaurus nasicornis. Z tego powodu często sugeruje się, iż osteodermy występujące u przedstawicieli różnych grup są konwergentne, jednak według niektórych analiz są one przykładem „głębokiej homologii” – utajonej, lecz plezjomorficznej zdolności do formowania struktur i narządów. Oprócz funkcji obronnych osteodermy mogą także pełnić funkcję termoregulacyjną i zapewniać szybkie chłodzenie lub ogrzewanie krwi.